# Borgarfjörður eystri flygplats
Borgarfjörður eystri flygplats är en flygplats i republiken Island.   Den ligger i regionen Austurland, i den östra delen av landet, 400 km öster om huvudstaden Reykjavik. Borgarfjörður eystri flygplats ligger 10 meter över havet.